# آلاناس تشوشناو
آلاناس أبراهيماس تشوشناو (ولد 11 يوليو 1974) هو مغني ليتواني، وكاتب أغاني من أصل ليتواني وكردي عراقي. في الفترة من عام 1992 إلى عام 2001، كان قائد فرقة ناكتين بيرسونوس. يمتلك جائزة «أفضل أداء للعام» و «أفضل أغنية» و «أفضل فيديو» و «القرص الذهبي». تم تسمية آلاناس بأستمرار كواحد من أكثر الفنانين المنفردين في ليتوانيا.

## السيرة الذاتية
ولد آلاناس شوشناو لأم ليتوانية وأب كردي عراقي في فيلنيوس، ليتوانيا. كانت عائلة -آلاناس مع والديه وأخته غريتا- تعيش في بغداد، العراق حتى توفيت والدة تشوشناو في عام 1983. عاد آلاناس البالغ من العمر 8 سنوات إلى ليتوانيا وترعرع على يد أجداده. ومع ذلك، تركت شقيقته المراهقة في بغداد مع والدهم. وهكذا نشأ آلاناس يتحدث باللغة العربية وتعلم في وقت لاحق اللغة الليتوانية. لم يكن الأنقسام العائلي المأساوي كافياً لمصيرهم. فقد فصلت الحرب الطويلة الأمد بين العراق وإيران آلاناس عن والده وأخته لفترة طويلة.
على الرغم من كل الأوقات الصعبة والعواطف الشديدة، أنشأ آلاناس فرقة موسيقى البوب ناكتين بيرسونوس جنباً إلى جنب مع أراس فيبيريس في عام 1992. يؤدي آلاناس دور المغني الرئيسي في الفرقة على مدى 10 سنوات حتى انشقت المجموعة في عام 2001. أصدرت ناكتين بيرسونوس 10 ألبومات وأغنيتين مع جوائز متعددة «فرقة العام» و «ألبوم العام». كانت فرقة ناجحة للغاية. في عام 1997، بينما كان يقوم بجولة في جميع أنحاء ليتوانيا، تحطمت سيارة آلاناس مما أدى إلى أصابة رقبته وشلل ساقيه. لحسن الحظ، بعد العلاج الطويل في مستشفى ومركز إعادة التأهيل، أسترد عافيته بالكامل وعاد إلى الموسيقى. منذ عام 2001، واصل آلاناس تشوشناو مسيرته المهنية كفنان منفرد. وقد أصدر 8 ألبومات وعدد قليل من الأغاني المنفردة في الوقت الراهن.
في عام 2003 أصدر أول ألبوم منفرد Pusiau atmerktos akys (عيون نصف مفتوحة) والذي تم بيعه بأكثر من 10,000 نسخة في 3 أشهر وتم أعتماده كـ«ذهبي»، تلاه Mintimis su tavimi (أفكر معك)، والذي تم اعتماده أيضًا كـ«ذهبي». في نفس العام تم ترشيح آلاناس لجائزة برافو كأفضل مطرب للسنة. مع أغنيته Light Up The World (نَور العالم)، احتلّ المرتبة الثانية في الأختيار الوطني لمسابقة الأغنية الأوروبية «يوروفيجن» 2005. جنباً إلى جنب مع ديلفيناي وسكامب، أطلق آلاناس حفلة ذا بلاك آيد بيز في منتزه فينغيس برعاية شركة الهواتف النقالة تيلي2 في 30 مايو 2005. في اختيار يوروفيجن لعام 2007 و2008 كان عضواً في لجنة التحكيم.
في عام 2002 شارك آلاناس في تلفزيون الواقع Akvariumas-2 (حوض السمك-2)، حيث يعيش المتسابقون المشاهير في منزل زجاجي تم بنائه بالقرب من مركز التسوق الشعبي أكروبوليس في فيلنيوس. وشملت برامج الواقع الأخرى Džiunglės (أدغال) على قناة TV3 (مسابقة البقاء على قيد الحياة في الأدغال الماليزية)  في عام 2004، Šok su žvaigžde!  (النسخة الليتوانية من الرقص مع النجوم) في عام 2007، و Žvaigždžių duetai  (ثنائيات النجوم)على LNK في عام 2008. أصبحت أغنيته Kur gimsta lašai (أين تولد القطرات)، التي صدرت في الألبوم المنفرد الثالث، أغنية Džiunglės. في عام 2008، قام آلاناس بدور الفنان (نفسه) في الفيلم الليتواني 5 dienų avantiūra ('مغامرة لمدة 5 أيام').
في الوقت الحالي، وفيما يتعلق بحقيقة تقسيم ناكتين بيرسونوس بدون حفلات وداع، قرر آلاناس وأراس أستعادة الفرقة بمشروع كبير للجولات «بعد 20 عامًا» في عام 2014. كانت الجولة شهيرة للغاية، لذلك أستمرت ناكتين بيرسونوس بجولة عبر ليتوانيا في 2014-2015.
في عام 2010 ألتقى آلاناس بزوجته المستقبلية فالدا روكستيليت (الآن فالدا تشوشناو) في فيلنيوس وتزوجها في عام 2011. ولديهما طفلان: أبن أغسطس آلاناس تشوشناو (ولد في فبراير 2012) وأبنة إيزابيل أتيني تشوشناو (ولدت في نوفمبر 2013).

## الألبومات
- ألبومات 'ناكتين بيرسونوس'
- ألبومات
- 1993 / Muzika ir daugiau (الموسيقى وأكثر)
- 1994 / Ramiai (سلمياً)
- عام 1995 / Tiems، kurie mūsų negirdi (بالنسبة لأولئك الذين لا يسمعونّا)
- 1996 / Pažvelk kitaip (خذ نظرة مختلفة)
- 1996 / Tikras garsas (صوت حقيقي)
- 1997 / Sexta (سيكستا)
- 1998 / Atvirai (بصراحة)
- عام 1999 / 9 dainos (تسع أغنيات)
- عام 2000 / Diena. Naktis (الصباح. المساء)
- 2001 / Šilko kelias (طريق الحرير)
- المنفردة
- 1997 / Kelyje (على الطريق)
- 1998 / Ša la la (شا-لا-لا)
- الإنجازات الرئيسية
- 1997 / أفضل فرقة في السنة (جائزة راديوسنتراس الموسيقية)
- 1997 / أفضل أغنية في العام "Sukasi ratu" (جائزة راديوسنتراس الموسيقية)
- 1998 / أفضل فرقة في السنة (جائزة برافو الموسيقية)
- 1998 / أستقطبت حفلة ناكتين بيرسونوس 30,000 معجب
- عام 1999 / أفضل فرقة في السنة (جائزة راديوسنتراس الموسيقية)
- عام 1999 / أفضل فرقة في السنة (جائزة برافو الموسيقية)
- ألبومات آلاناس تشوشناو
- الألبومات
- 2003 / Pusiau atmerktos akys (عيون نصف مفتوحة)
- 2003 / Mintimis su tavimi (معك في عقلي)
- 2005 / Iš dangaus (من السماء)
- 2005 / Akustinis koncertas tamsoje (الحفل الصوتي في الظلام)
- 2007 / Aš kaip ir tu (أنا معجب بك)
- 2008 / Geriausios dainos (أفضل الأغاني)
- 2009 / Geriausios dainos (أوقات جيدة)
- الإنجازات الرئيسية
- 2003 / جائزة القرص الذهبي لألبوم Pusiau atmerktos akys (عيون نصف مفتوحة)
- 2003 / أفضل أغنية في العام عن أغنية 'Laiškas ant sniego' (رسالة على الثلج) (جائزة الإذاعة الوطنية الليتوانية)
- 2004 / أفضل أداء في العام (جائزة راديوسنتراس الموسيقية)
- 2004 / جائزة القرص الذهبي لألبوم 'Mintimis su tavimi' (معك في عقلي)
- 2004 / أفضل فيديو لذكر 'Meilė tau' (حبي لك) (جائزة التانغو التلفزيونية الموسيقية)
- 2005 / رئيس مهرجان الموسيقى للأطفال والشباب 'نحن العالم'
- 2006/ أفضل أداء في العام (جائزة راديوسنتراس الموسيقية)
- 2006 / أفضل أداء في العام (جائزة JP الموسيقية الليتوانية)
- 2008 / جائزة الميكروفون الفضي في «عرض المشاهير الثنائي» (LNK TV)

## وصلات خارجية
- آلاناس تشوشناو على موقع ميوزك برينز (الإنجليزية)
- آلاناس تشوشناو على موقع ديسكوغز (الإنجليزية)

- الموقع الرسمي